# Stenium
| Eon                                            | Era                | Periode      | Ouderdom Ma |
| ---------------------------------------------- | ------------------ | ------------ | ----------- |
| Fanerozoïcum                                   | Paleozoïcum        | Cambrium     | later       |
| Proterozoïcum                                  | Neoproterozoïcum   | Ediacarium   | 635 - 541   |
| Proterozoïcum                                  | Neoproterozoïcum   | Cryogenium   | 720 - 635   |
| Proterozoïcum                                  | Neoproterozoïcum   | Tonium       | 1000 - 720  |
| Proterozoïcum                                  | Mesoproterozoïcum  | Stenium      | 1200 - 1000 |
| Proterozoïcum                                  | Mesoproterozoïcum  | Ectasium     | 1400 - 1200 |
| Proterozoïcum                                  | Mesoproterozoïcum  | Calymmium    | 1600 - 1400 |
| Proterozoïcum                                  | Paleoproterozoïcum | Statherium   | 1800 - 1600 |
| Proterozoïcum                                  | Paleoproterozoïcum | Orosirium    | 2050 - 1800 |
| Proterozoïcum                                  | Paleoproterozoïcum | Rhyacium     | 2300 - 2050 |
| Proterozoïcum                                  | Paleoproterozoïcum | Siderium     | 2500 - 2300 |
| Archeïcum                                      | Neoarcheïcum       | Neoarcheïcum | vroeger     |
| Indeling van het Proterozoïcum volgens de ICS. |                    |              |             |

Het geologisch tijdperk Stenium is de laatste periode van het era Mesoproterozoïcum, onderdeel van het eon Proterozoïcum. Het Stenium duurde van 1,2 - 1,0 Ga. Het werd voorafgegaan door het Ectasium en op het Stenium volgt het Neoproterozoïsche Tonium.
De Lakhanda Biota zijn een fossiele fauna van eukaryoten, die voorkomt in de ongeveer 1030 miljoen jaar oude Lakhanda Group in het zuidoosten van Siberië. De biota komt met name voor in de mariene moddersteen van de Lakhandaformatie. Het is een van de meest diverse pre-Ediacarische levensgemeenschappen.